# Анако (муниципалитет)
Анако (исп. Anaco) — муниципалитет в составе венесуэльского штата Ансоатеги. Административный центр — город Анако.

## Административное деление
Муниципалитет делится на 3 прихода:
- Анако
- Сан-Хоакин
- Буэна-Виста

## Экономика
Экономика Анако основана на добыче нефти и природного газа.

## Транспорт
В 2009 году было подписано соглашение между Венесуэлой и Китаем о совместном строительстве скоростной железнодорожной линии Тинако — Анако протяжённостью 468 км.